# Reserva municipal de vida silvestre valle de Tucabaca
La Reserva municipal de vida silvestre de Tucabaca es un área protegida municipal en Bolivia, ubicada en el municipio de Roboré de la provincia Chiquitos en el departamento de Santa Cruz. La reserva se encuentra a una altitud de entre 200 y  1250 m s. n. m. en la serranía de Chochis. El área comprende la Serranía de Santiago y el valle de Tucabaca, además del pueblo turístico de Santiago de Chiquitos, abarcando una superficie total de 2.623,05 km².

## Flora
Entre la flora más representativa del valle se encuentran:
- El verdolago (Callicophyllum multiflorum)
- La cuta (Phyllosthylon rhamnoides)
- El cuchi (Astronium urundeuva)
- El soto (Schinopsis brasiliensis)

## Fauna
Entre la fauna más representativa del valle se encuentran:
Mamíferos:
- La londra (Pteronura brasiliensis)
- El mono Martín (Cebus  apella)
- El jaguar (Panthera onca)
- El hurón (Galictis  vittata)
- Los tejones (Nasua nasua)
- El Puma (Puma  concolor)

Entre las aves destacan:
- El socori (Cariama cristata)
- La paraba roja (Ara chloroptera)
- El tucán (Ramphastos toco)

## Atractivos
El principal asentamiento dentro de la reserva es el pueblo de Santiago de Chiquitos, al cual se puede acceder mediante una carretera desde la Ruta 4 (Bolivia). Cerca a Santiago está la Serranía de Santiago, a la cual se puede subir y observar desde diversos miradores la vista hacia la reserva.
Metidas dentro de la serranía se encuentran las Cuevas de Miserendino, las cuales son accesibles solo a pie caminando desde cerca de Santiago. En el camino se puede apreciar un arco de piedra y una cascada.